# Moravsko
Moravsko (německy Morawsko) je vesnice v okrese Benešov, která je částí obce a katastrálního území Bílkovice. Nachází se mezi Benešovem, Vlašimí a Sázavou, 1,5 km na severovýchod od Bílkovic.
Poštovní směrovací číslo Moravska je 257 26, pošta Divišov.

## Historie
První písemná zmínka o vesnici pochází z roku 1380.

## Další fotografie

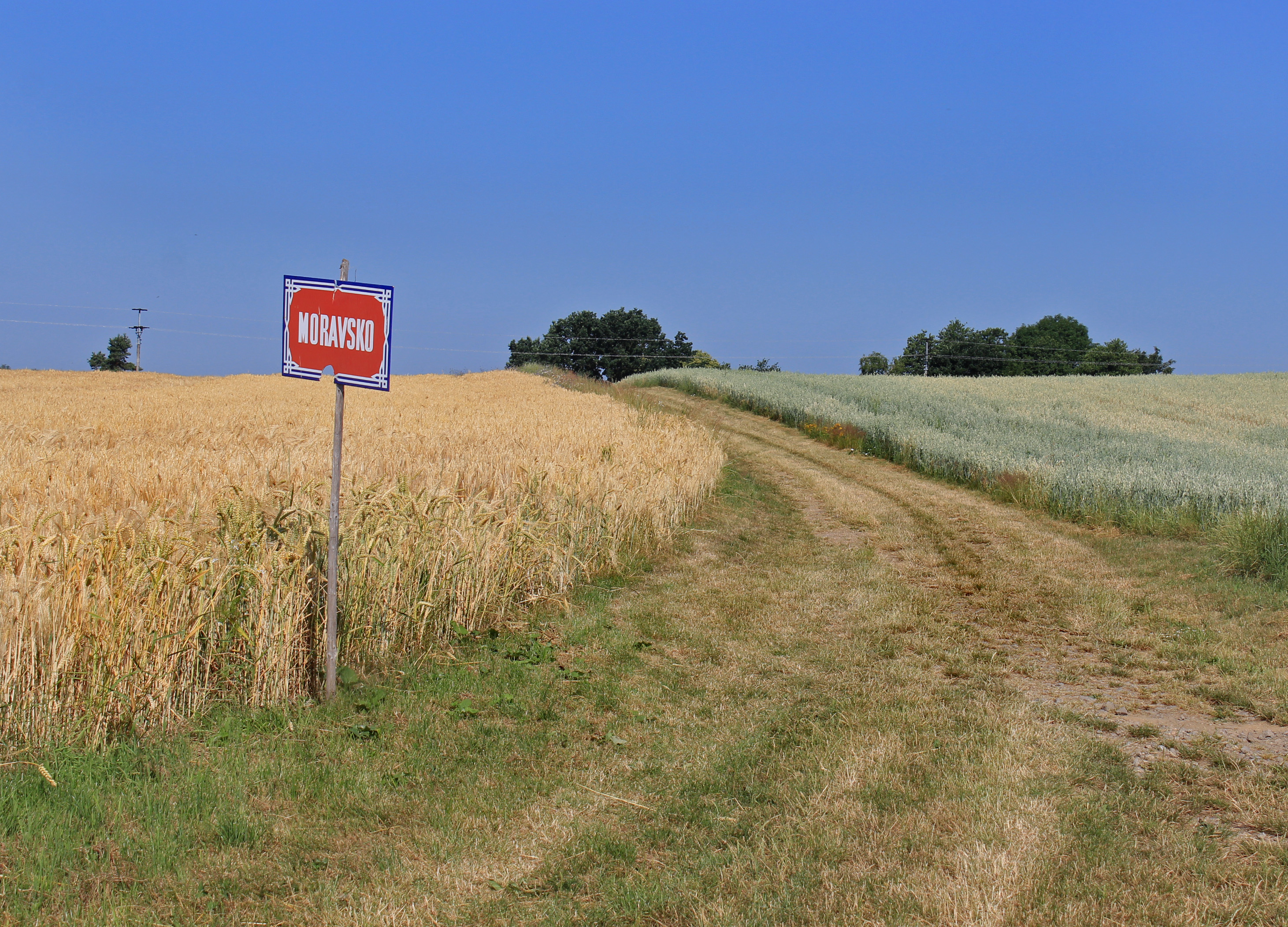
Cedule v polích
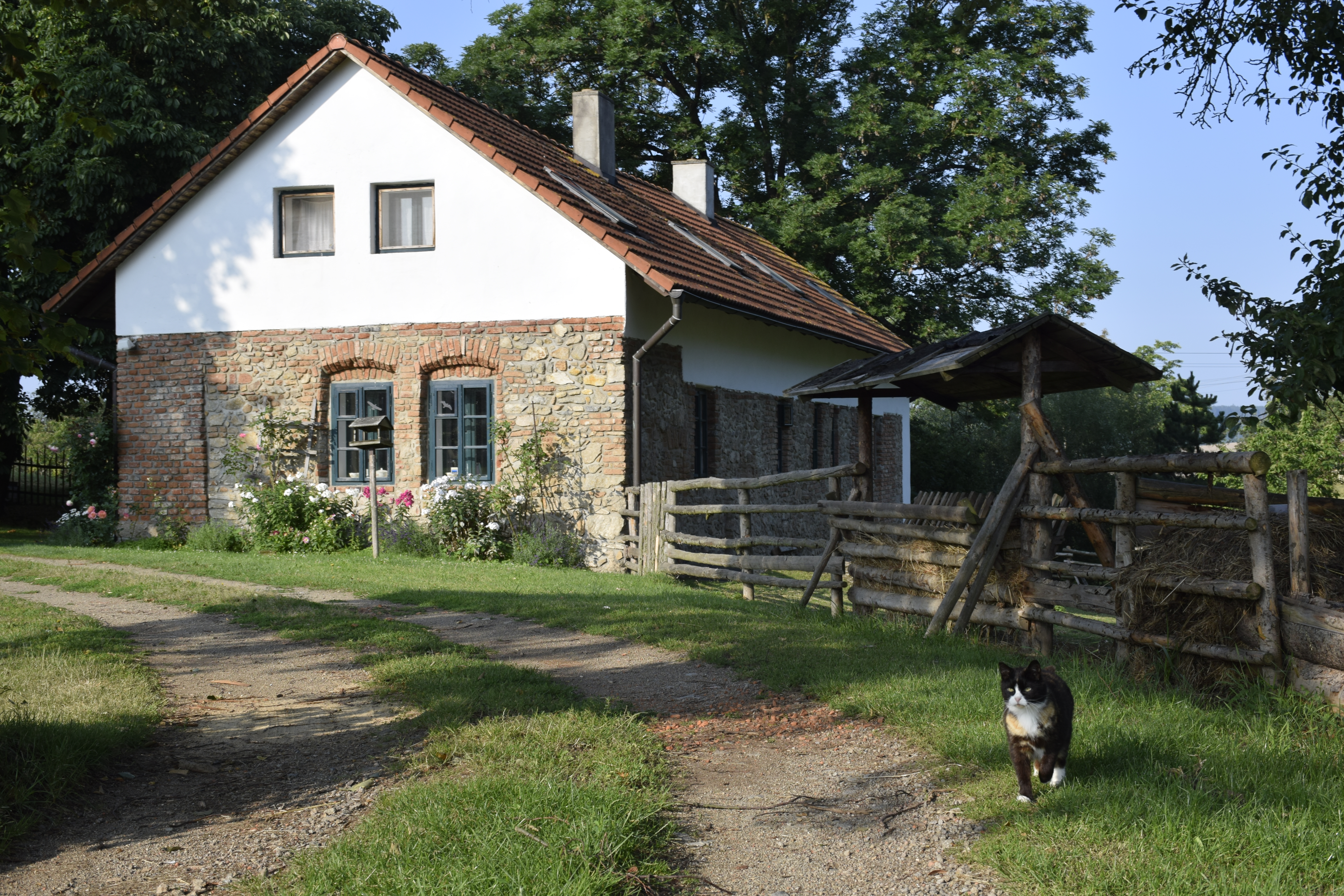
Chalupa
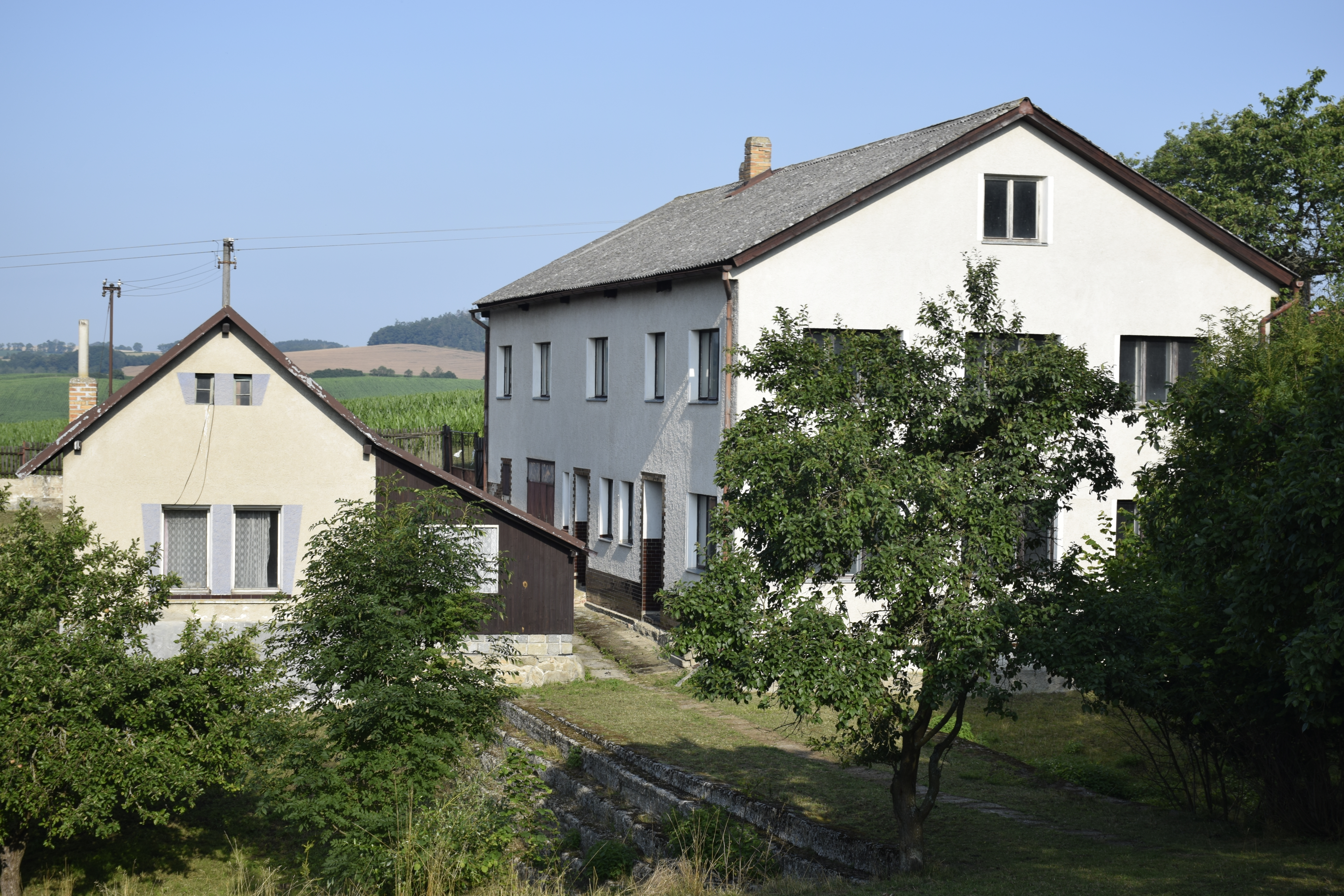
Dům